# Anglia zászlaja
Anglia zászlaja egyike Európa legrégebben ismert nemzeti jelképeinek. Az egyszerű lobogó fehér alapon vörös keresztet ábrázol, amely az ország védőszentjére, a sárkányölő Szent Györgyre utal.
Szent György a 13. században vált Anglia védőszentjévé, egy olyan korban, amely háborúktól volt terhes. Ebben az időszakban indultak meg a keresztes háborúk, amelynek az egyik legfőbb jelképévé vált a fehér alapú vörös kereszt, amelyet elsősorban a templomos lovagok használtak. A Közel-Keleten vívott háborúk során Anglia uralkodói átvették ezt a jelképet, és már a 13. század végétől kezdve országuk jelképévé tették azt. 

Amikor 1606-ban VI. Jakab, a skótok királya rokoni kapcsolatain keresztül megszerezte az angol trónt, a két ország egyesülésével új lobogó jött létre, amely a György-keresztet a skót zászlóval együtt használta. Ekkor született meg először a Union Jack. Amikor Írország is a királyság önálló részévé vált, és 1801-ben létrejött az Egyesült Királyság az angol lobogó egy társkirályság jelképévé vált, és mind a mai napig Nagy-Britannia központi társkirályságának zászlajaként használják.
Az angol zászló megtalálható Kanada Alberta nevű tartományának zászlajában is.